# 칩스 라펄티

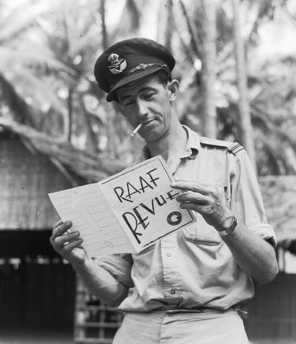

칩스 라펄티(Chips Rafferty, 1909년 3월 26일 ~ 1971년 5월 27일)는 오스트레일리아의 배우, 각본가, 영화 프로듀서, 영화배우이다.
브로큰힐에서 태어났으며 시드니에서 사망하였다. 사인은 심근 경색이다.

## 영화
- 헐리웃과 맞장뜨기: 호주 B무비의 세계 (2008년)
- 런던 대소동 (1967년)
- 기회의 땅 (1966년) - 해리 켈리 역
- 바운티호의 반란 (1962년) - 마이클 바이른 역
- 사막의 대진격 (1953년)
- 캥거루 (1952년)
- 부시 크리스마스 (1947년)
- 오버랜더스 (1946년)
- 더 래츠 오브 토브럭 (1944년) - 마일로 트렌트 역
- 4만명의 기병 (1940년)